# 류경장기
류경장기(柳京將棋)는 조선민주주의인민공화국에서 만든 인공지능 장기 프로그램이다. 컴퓨터와 장기를 둘 수 있는 프로그램이며, 조선콤퓨터쎈터에서 제작하였다. 1999년 9월과 2001년 10월에 진행된 제10차, 제12차 전국프로그람 경연 및 전시회 조선장기프로그람경기에 참가하여 우승한 프로그램이다. 모바일 게임으로도 제작되어 《례성강 장기》와 함께 대한민국에 배포 되었다.

## 특이사항
남한에서는 쓰이지 않는 기동차 차림을 지원한다.

## 지원하는 파일 포맷
장기 기보는 SJF파일로 저장된다.

## 같이 보기
- 장기도사